# Културен марксизъм
Понятието културен марксизъм описва конспиративна теория в консервативните и крайнодесни среди, според която Франкфуртската школа и лявата политическа мисъл са в основата на заговор, който цели да унищожи западната култура. Според застъпниците на теорията, мултикултурализмът и политическата коректност целят да унищожат западното общество и са продукт на критическата теория. Използването на понятието се свързва с американски консервативни фигури като Уилям Линд, Пат Бюкянън и Пол Уейрич и консервативния американски тинк-танк Free Congress Foundation.
Съвременната употреба на понятието произлиза от есето на Майкъл Миничино, „Новите тъмни векове: Франкфуртската школа и 'политическата коректност'“, публикувано през 1992 г., от Шилер Институт, който е клон на сектата на ЛаРуш. Статията на Миничино обвинява Франкфуртската школа за налагане на модернизма в изкуството като форма на културен песимизъм, и за оформянето на контракултурата на 1960-те. През 1999 г., Линд е в основата на създаването на документален филм от над един час, Политическа коректност: Франкфуртската школа. По филма, по думите на Мартин Джей, са създадени
| „ | ... множество текстове, които се разпространяват на крайнодесни сайтове. Те от своя страна вдъхновяват бърканица от видеоклипове в YouTube, в които участва странна колегия от псевдоексперти, които изливат бълвоч в еднородна политическа линия. Посланието е впечатляващо просто: всички неудачи на съвременната американска култура се дължат на феминизма, положителната дискриминация, сексуалното освобождение, гей правата, западането на традиционното образование, на природозащитното движение; и всички тези неща се дължат на влиянието на членовете на Института за социални изследвания, които са дошли в Америка през 1930-те" | “ |

Норвежкият терорист Андеш Брейвик, в своя документ 2083: Европейска декларация за независимост, който той изпраща по електронната поща, заедно с документа Политическата коректност: Кратка история на една идеология на Free Congress Foundation, на 1003 адреса 90 минути преди извършените от него терористични атаки в Осло през 2011 г., определя „културния марксизъм“ и исляма за свои „врагове“.
За философа и преподавател по политически науки Жером Жамен,
| „ | Заедно с глобалното измерение на конспиративната теория за културния марксизъм се проявява и едно друго; измерението, което позволява на автори да избягват класическия расистки дискурс и да претендират, че са защитници на демокрацията. | “ |

Професорът от Оксфордския университет Матю Фелдман проследява етимологията на термина до предвоенната германска концепция „културен болшевизъм“, който е част от дискурса за „дегенерацията на обществото“, който допринася за идването на власт на Адолф Хитлер.